# Суринам на Светском првенству у атлетици на отвореном 2015.
Суринам је учествовао на Светском првенству у атлетици на отвореном 2015. одржаном у Пекингу од 12. до 30. августа. Репрезентацију Суринама представљао је један атлетичар који се такмичио у трци на 100 метара.,
На овом првенству Суринам није освојио ниједну медаљу, нити је постигнут неки рекорд.

## Учесници
Мушкарци:
- Јефреј Фанан — 100 м

## Резултати

### Мушкарци
| Атлетичар    | Дисциплина | Лични рекорд | Предтакмичење | Предтакмичење | Квалификације | Квалификације | Полуфинале           | Полуфинале           | Финале               | Финале        | Детаљи |
| Атлетичар    | Дисциплина | Лични рекорд | Резултат      | Место         | Резултат      | Место         | Резултат             | Место                | Резултат             | Место         | Детаљи |
| ------------ | ---------- | ------------ | ------------- | ------------- | ------------- | ------------- | -------------------- | -------------------- | -------------------- | ------------- | ------ |
| Јефреј Фанан | 100 м      | 10,28 НР     | 10,55         | 1. у гр. 3 КВ | 10,57         | 6. у гр. 3    | Није се квалификовао | Није се квалификовао | Није се квалификовао | 44. / 68 (71) |        |